# Родион Раскољников
Родион Романович Раскољников (рус. Родион Романович Раскольников) један је од главних ликова класичног романа Злочин и казна (1866) Фјодора Достојевског.
Родион Романович Раскољников је амбициозни студент права, подстакнут крајњом бедом и туробном будућношћу одлучује да убије и опљачка Аљону Ивановну, омражену старицу која лихварењем израбљује људе. Осим што убиством планира да реши сопствене финансијске и породичне проблеме, сматра га и етички оправданим јер, по његовом мишљењу, животи обичних људи који му се налазе на путу не вреде ништа спрам племенитих идеала којима тежи; сматра да се он, као посебан појединац (сличан Наполеону), налази изнад моралних правила која обавезују остале људе. Помно разрађује план, али ипак му се поткраду грешке и привлачи сумњу полиције; и сам постаје несигуран у сопственим размишљањима о злочину, па очајава и чезне за искупљењем. У психичкој кризи кроз коју пролази помаже му проститутка Соња Мармеладова, напаћена девојка која се понизно и пасивно држи према злу и животним недаћама, а утеху налази у хришћанству. Раскољников је такође побуњеник против друштва, његова дела су не само мотивисана његовим схватањима етике, већ и бедом што га окружује, социјалним злом које нагони човека на злочин, али он је уједно и усамљеник што се мучи етичким и моралним питањима. На крају романа завршава у Сибиру.
Раскољникова не кажњава рука божја, нити га кажњава људски суд, већ сама његова савест. Раскољников ће бити изведен пред суд и биће за свој злочин осуђен, али учиниће то он по својој сопственој одлуци.Радња романа тако је подешена да против Раскољникова нема никаквих опипљивих доказа и да он сам није одлучио да се преда властима, никада га не би стигла судска правда.

## Лик Раскољникова на филму
Роман " Злочин и казна" је највише инсценирано дело Ф. М. Достојевског. Направљено је више од 25 филмова „Злочина и казне“. Први од њих у Русији 1909. године.
Уследило је још много других филмских и телевизијских верзија, укључујући америчку, јапанску, финску, индијску, совјетску и британску продукцију. Лик Раскољникова су тумачили многи истакнути глумци, међу њима В. Н. Андрејев-Булак, Ј. Кајнц, Н. П. Орлењев, Л. Ирвинг, Џ. Гилгуд, Петер Лоре, Пјер Бланшар, Г. Тараторкин.